# Una Cadillac tutta d'oro
Una Cadillac tutta d'oro (The Solid Gold Cadillac) è un film del 1956 diretto da Richard Quine.
La sceneggiatura di Abe Burrows si basa sul lavoro teatrale The Solid Gold Cadillac di George S. Kaufman e Howard Teichmann che, nella prima metà degli anni cinquanta, era stato uno dei grandi successi di Broadway nell'interpretazione, tra gli altri, di Josephine Hull la quale, in scena, ricopriva il ruolo che, per lo schermo, fu poi affidato a Judy Holliday. La commedia, che aveva debuttato al Belasco Theatre per essere poi ripresa al Music Box Theatre, restò in scena per 526 rappresentazioni, dal 5 novembre 1953 al 12 febbraio 1955.

## Trama
Laura Partridge ha ereditato dieci azioni della "International Projects Limited", una società per azioni newyorkese con un capitale sociale di miliardi di dollari. Nel corso dell'assemblea nella quale si ratifica la sostituzione del presidente e fondatore della società Edward L. McKeever, dimissionario perché gli è stato conferito un incarico governativo a Washington, con John T. Blessington, Laura interviene con tale pedanteria da spingere il nuovo presidente, per levarsela di torno, ad assumerla come direttrice delle relazioni con i piccoli azionisti. A Laura viene assegnata una segretaria, Emilia, alla quale però sono state date istruzioni segrete perché ostacoli quanto più possibile l'attività della direttrice. Nel frattempo Edward L. McKeever, colpito dall'interesse di Laura per la società che ha fondato, l'ha voluta conoscere e accompagnarla a casa, occasione che fa nascere una simpatia spirituale fra i due.
Laura Partridge svolge coscienziosamente il proprio incarico. Scrive personalmente ai piccoli azionisti, conquistandone fiducia e affetto; acquista inoltre l'amicizia di Emilia che aiuta a conquistare l'affetto e a convolare a nozze con Mark Jenkins, il capufficio di cui la segretaria è innamorata. Quando i dirigenti della società, arroganti e autoritari, scoprono i rapporti di amicizia che si sono instaurati fra Laura ed Emilia e quelli potenziali fra Laura e McKeever, licenziano la segretaria e invitano Laura a recarsi a Washington per convincere McKeever a far assegnar alla "International Projects Limited" alcuni contratti governativi. Laura, che ha sospetti sulla liceità di alcune operazioni finanziarie portate avanti dai componenti del consiglio di amministrazione e dai loro congiunti, accetta l'incarico e si reca a Washington col proposito di convincere McKeever a riprendere il controllo della società che ha fondato. McKeever si offre di ritornare; ma la maggioranza del consiglio di amministrazione lo respinge in quanto, avendo venduto il pacchetto azionario, non ha più diritti sulla società. McKeever ricorre in tribunale accusando il consiglio di amministrazione di violazione delle leggi sul lobbyismo; ma il suo ricorso viene respinto dopo che la deposizione di Laura, il principale teste a carico, viene giudicata inaffidabile perché la giovane donna è costretta a confessare che è innamorata di Edward McKeever.
Più tardi il consiglio di amministrazione della "International Projects Limited" tenta di far approvare dall'assemblea dei soci una relazione truffaldina; ma le numerosissime deleghe a Laura da parte dei piccoli azionisti, permettono a quest'ultima di conquistare il controllo della società e a licenziare gli amministratori corrotti. Laura Partridge e Edward McKeever si sposano; come regalo di nozze il marito le regala una Cadillac d'oro, unico regalo possibile «per una ragazza che ha tutto». Nelle ultime sequenze il film, fino ad allora in bianco e nero, diventa a colori per mettere in evidenza le caratteristiche cromatiche del prezioso metallo.

## Riconoscimenti
- Premi Oscar 1957
  - Oscar ai migliori costumi (bianco e nero)
  - Candidatura alle migliori scenografie (bianco e nero)